# Rajd Argentyny 1992
Rajd Argentyny 1992 (12. Rally YPF Argentina) – 12 Rajd Argentyny, rozgrywany w Argentynie w dniach 22-25 lipca. Była to ósma runda Rajdowych Mistrzostw Świata w roku 1992. Rajd został rozegrany na szutrze. Bazą rajdu było miasto Tucuman.

## Wyniki końcowe rajdu[1]
| Msc.                   | Kierowca               | Pilot                  | Samochód                  | Czas                   | Strata                 | Grupa                  | Punkty                 |                        |
| Klasyfikacja generalna | Klasyfikacja generalna | Klasyfikacja generalna | Klasyfikacja generalna    | Klasyfikacja generalna | Klasyfikacja generalna | Klasyfikacja generalna | Klasyfikacja generalna | Klasyfikacja generalna |
| ---------------------- | ---------------------- | ---------------------- | ------------------------- | ---------------------- | ---------------------- | ---------------------- | ---------------------- | ---------------------- |
| 1                      | Didier Auriol          | Bernard Occelli        | Lancia Delta HF Integrale | 4:47.26                | 0.0                    | A8                     | 20                     |                        |
| 2.                     | Carlos Sainz           | Luis Moya              | Toyota Celica Turbo 4WD   | 4:49.44                | +2.18                  | A8                     | 15                     |                        |
| 3.                     | Gustavo Trelles        | Jorge del Buono        | Lancia Delta HF Integrale | 5:01.31                | +14.11                 | A8                     | 12                     |                        |
| 4.                     | Alex Fiorio            | Vittorio Brambilla     | Lancia Delta HF Integrale | 5:15.19                | +27.53                 | A8                     | 10                     |                        |
| 5.                     | Rudi Stohl             | Peter Diekmann         | Audi 90 Quattro           | 5:34.33                | +47.07                 | A8                     | 8                      |                        |
| 6.                     | Carlos Menem, Jr       | Victor Zucchini        | Lancia Delta HF Integrale | 5:34.39                | +47.13                 | N4                     | 6                      |                        |
| 7.                     | Gabriel Raies          | José Volta             | Renault 18 GTX            | 5:42.24                | +54.58                 | A7                     | 4                      |                        |
| 8.                     | Miguel Torrás          | Luís Maciel            | Renault 18 GTX            | 5:43.22                | +55.56                 | A7                     | 3                      |                        |
| 9.                     | Hiroshi Nishiyama      | Yoichi Yamazaki        | Nissan Pulsar GTI-R       | 5:56.32                | +1:09.06               | N4                     | 2                      |                        |
| 10.                    | Walter d'Agostini      | Juan Turra             | Renault 18 GTX            | 5:57.35                | +1:10.09               | A7                     | 1                      |                        |

## Klasyfikacja po 8 rundach
Tabele przedstawiają tylko pięć pierwszych miejsc.

### Kierowcy
| Lp. | Kierowca          | Pkt |
| --- | ----------------- | --- |
| 1   | Carlos Sainz      | 92  |
| 2   | Didier Auriol     | 80  |
| 3   | Juha Kankkunen    | 62  |
| 4   | Massimo Biasion   | 34  |
| 5   | Francois Delecour | 33  |

### Producenci
| Lp. | Producent | Pkt |
| --- | --------- | --- |
| 1   | Lancia    | 117 |
| 2   | Toyota    | 84  |
| 3   | Ford      | 60  |
| 4   | Nissan    | 33  |
| 5   | Subaru    | 23  |